# Robert Adler
Robert Adler (Viena, 4 de dezembro de 1913 — Boise, 15 de fevereiro de 2007) foi um físico austríaco naturalizado norte-americano, inventor do controle remoto.

## Biografia
Adler formou-se em física pela Universidade de Viena em 1937. Depois de emigrar para os Estados Unidos, começou a trabalhar na "Zenith Electronics" em 1941, no departamento de investigação.  Durante os 60 anos da sua carreira, Adler registou 180 patentes de dispositivos eletrónicos. Durante a Segunda Guerra Mundial, trabalhou em osciladores de alta-frequência e em filtros electromecânicos em rádios da navegação aérea. Adler é conhecido pelo seu trabalho em tecnologia de ondas de superfícies acústicas, usadas nos televisores a cores e nos ecrãs digitais.
A invenção pela qual Adler ficou mais conhecido é o controlo remoto para televisores. Eugene Polley criou em 1955 o "flashmatic", um dispositivo de controle remoto rudimentar. Porém, havia um problema: qualquer luz parecida que batesse nos sensores da televisão mudava o canal ou desligava o aparelho. Assim, um ano depois, Adler sugeriu a solução: usar sons de alta frequência (ultrassom) para substituir os disparos de luz.
Em 1963, Adler foi promovido à posição de Vice-Presidente e Director da Zenith. Ficou como conselheiro técnico da Zenith até 1997. Em 1980, foi premiado com a "Medalha Edison" do IEEE. Em 1997, Adler e Eugene Polley foram premiados com um Emmy pela "Academia Nacional de Artes e Ciências Televisivas". A última aplicação de uma patente sua, foi formalmente entregue no dia 1 de Fevereiro de 2007, pelo seu trabalho em tecnologia de ecrãs digitais.
Desportista e esquiador até aos 89 anos, viveu seus últimos anos ativos em Chicago. Faleceu aos 93 anos, devido uma parada cardíaca e deixou a viúva, Ingrid.